# Красуня
«Красу́ня» (англ. Pretty Woman) — американська мелодрама 1990 року. Слоган фільму: «She walked off the street, into his life and stole his heart».

## Сюжет
Едвард Льюїс, успішний бізнесмен, приїжджає до Лос-Анджелеса, щоб укласти угоду щодо придбання суднобудівної компанії, що належить Джеймсу Морсу. Після відвідування бізнес-вечірки він бере автомобіль свого адвоката та, загубившись у місті, опиняється на Голлівудському бульварі, відомому як район «червоних ліхтарів». Там він знайомиться з Вівіан Ворд, молодою повією, яка погоджується показати йому дорогу до готелю та зрештою проводить з ним ніч.
Наступного ранку Едвард пропонує Вівіан залишитися з ним на тиждень і супроводжувати його на ділових зустрічах за гонорар у 3000 доларів. Він також дає їй гроші на покупку відповідного одягу. Вівіан погоджується, однак при першій спробі купити сукню в елітному магазині стикається з зневажливим ставленням продавчинь. Зрештою їй допомагає менеджер готелю, знайомлячи з продавчинею, яка допомагає підібрати вбрання.
Під час супроводу Едварда Вівіан справляє враження на ділових партнерів своєю безпосередністю. Поступово між нею та Едвардом розвивається романтичний зв'язок. Він розповідає їй про складні стосунки з покійним батьком та свій бізнес, заснований на поглинанні та ліквідації компаній. Вівіан також ділиться своїм минулим, пояснюючи, як вона опинилася на вулиці.
Під час матчу з поло адвокат Едварда, Філіп Стакі, дізнається, ким є Вівіан, і грубо натякає їй на можливість подальших «робочих» відносин. Це ображає Вівіан, і вона конфліктує з Едвардом, але він вибачається перед нею. Згодом вони разом летять до Сан-Франциско, щоб відвідати оперу Травіата, історія якої розповідає про куртизанку, яка вирішує покінчити з «порочним» життям заради кохання. Вистава зворушує Вівіан.
Наприкінці тижня Едвард пропонує Вівіан далі її фінансово утримувати, але вона відмовляється, оскільки мріє про справжнє кохання, а не фінансову залежність. Вона вирішує залишити Лос-Анджелес, щоб почати нове життя.
Едвард, переосмисливши свої пріоритети, змінює рішення щодо компанії Морса та замість ліквідації пропонує партнерство. Усвідомивши свої почуття до Вівіан, він їде до її квартири та, подолавши страх висоти, піднімається до неї по пожежній драбині, символічно реалізуючи її мрію про лицаря, що рятує принцесу.

## У ролях
- Річард Гір — Едвард Льюїс
- Джулія Робертс — Вів'єн Ворд
- Ральф Белламі — Джеймс Морс
- Джейсон Александер — Філіп Стакі
- Емі Ясбек — Елізабет Стакі
- Гектор Елізондо — Барні Томпсон
- Лора Сан Джакомо — Кіт де Люка
- Генк Азарія — детектив

## Українськомовне дублювання
Українськомовне дублювання фільму створене у 2021 році на студії Tretyakoff Production / Cinema Sound Production на замовлення vod-провайдера sweet.tv.